# Christian Robin
Christian Julien Robin (Chaumont (Grand Est), 12 maggio 1943) è un epigrafista, archeologo e orientalista francese.

## Biografia
Nato in  Haute-Marne, è uno specialista di Arabia preislamica.
Diplomato nel 1964 nell'Institut d'études politiques de Paris (sezione Service public, di Sciences Po (Parigi)), nell'École nationale des langues orientales vivantes in Lingua araba letteraria (1967) e nell'École pratique des hautes études (1978), fu incaricato di ricerca e poi direttore di ricerca nel Centre national de la recherche scientifique tra il 1970 e il 2010. Fu del pari Chargé de conférence all'École pratique des hautes études, a l'Università Sorbonne-Nouvelle e all'université d'Aix-Marseille.
Laureato in Lettere, Robin è vice-Direttore, poi Direttore nel 1997, dell’Institut de Recherches et d’Études sur le Monde arabe et musulman (IREMAM), Direttore del Laboratoire des Études sémitiques anciennes e socio corrispondente francese dell’Académie des inscriptions et belles-lettres (1997-2005). È nominato nel 2011 Directeur de recherche de classe exceptionnelle émérite del CNRS.
Presidente del sottocomitato Afrique-Arabie del Comitato consultivo delle missioni archeologiche all'estero del Ministero francese degli Affari esteri (Ministère de l'Europe et des Affaires étrangères) e Presidente del Consiglio scientifico del Centro di ricerche francese a Gerusalemme, è direttore della Missione archeologica francese nella Repubblica araba dello Yemen (1978-1989), direttore della "Missione Qataban" (1988-2010), direttore della Missione archeologica francese nella regione dei Tigrè (1996) e responsabile della componente francese della Missione franco-saudita di prospezione epigrafica nella regione di Najran (dal 2005).
Membro del Comitato editoriale di diverse riviste scientifiche, tra cui Saba e Raydân e coeditore dell'Inventaire des inscriptions sudarabiques, è Presidente-fondatore della Société des Archéologues, Philologues et Historiens de l’Arabie e componente dell'Académie des inscriptions et belles-lettres dal 2005, in sostituzione del medievista Jean Schneider, di cui è diventato nel 2017 Presidente.

## Pubblicazioni
Autore di numerosi saggi e articoli relativi alla conoscenza dell'Arabia preislamica dont :
- Bibliographie générale systématique (de l’Arabie du Sud antique), Louvain, Peeters, 1977
- Les Hautes-Terres du Nord-Yémen avant l'Islam : Recherches sur la géographie tribale et religieuse de Hawlān Quḍāʿa et du pays de Hamdān, Istanbul, Nederlands Historisch-Archaeologisch Instituut te Istanbul, 1982
- Les Hautes-Terres du Nord-Yémen avant l'Islam : Les inscriptions, Istanbul, Nederlands Historisch-Archaeologisch Instituut te Istanbul, 1982
- L'Arabie antique de Karib'îl à Mahomet : Nouvelles données sur l'histoire des Arabes grâce aux inscriptions, Aix-en-Provence, Edisud, 1991
- Yémen : au pays de la reine de Saba' (ouvrage collectif), Paris, Flammarion, 1999
- Abcdaire du Yémen (ouvrage collectif), Paris, Flammarion, 1999
- Juifs et chrétiens en Arabie aux Ve et VIe siècles : regards croisés sur les sources [sous la dir. de], Paris, ACHCByz, 1999
- Le Coran et la Bible (ouvrage collectif), Paris, Bayard, 2002
- L'Arabie à la veille de l'Islam : Bilan clinique [sous la dir. de], Paris, De Boccard, 2009
- Dieux et déesses d'Arabie : images et représentations [sous la dir. de], Paris, De Boccard, 2012
- Le judaïsme de l'Arabie antique [sous la dir. de], Turnhout, Brepols, 2016.
- Les préludes de l'Islam : Ruptures et continuités dans les civilisations du Proche-Orient, de l'Afrique orientale, de l'Arabie et de l'Inde à la veille de l'Islam [sous la dir. de], Paris, De Boccard, 2013
- Les Jafnides : Des rois arabes au service de Byzance (VIe siècle de l'ère chrétienne) [sous la dir. de], Paris, De Boccard, 2013
- Regards croisés d'Orient et d'Occident : les barrages dans l'Antiquité tardive [sous la dir. de], Paris, De Boccard, 2014
- Les origines du Coran, le Coran des origines [sous la dir. de], Paris, Académie des Inscriptions et Belles-Lettres, 2015
- Tamnaʿ (Yémen). Les fouilles italo-françaises. Rapport final [sous la dir. de], Paris, De Boccard, 2016
- Inventaire des inscriptions sudarabiques : Tome 8 (avec la collaboration de Serguei Frantsouzoff), Paris, De Boccard, 2016
- Saints fondateurs du christianisme éthiopien : Frumentius, Garimā, Takla-Hāymānot et Ēwosṭātēwos (texte établi, traduit et commenté en collaboration avec Gérard Colin et Marie-Laure Derat), Paris, Les Belles Lettres, 2017
- L'Arabie chrétienne (avec Françoise Briquel-Chatonnet), Paris, Les Belles Lettres, 2021.